# Пряпорець (Старозагорська область)
Пря́порець (болг. Пряпорец) — село в Старозагорській області Болгарії. Входить до складу общини Стара Загора.

## Населення
За даними перепису населення 2011 року у селі проживали 124 особи.
Національний склад населення села:
| Національність   | Кількість осіб | Відсоток |
| ---------------- | -------------- | -------- |
| болгари          | 117            | 97,5%    |
| турки            | 0              | 0%       |
| цигани           | 0              | 0%       |
| інша             | 3              | 2,5%     |
| не визначились   | 0              | 0%       |
| Всього відповіли | 120            |          |

Розподіл населення за віком у 2011 році:
Динаміка населення: